# Futbol'nyj Klub Desna Černihiv 2017-2018
Questa voce raccoglie le informazioni riguardanti il Futbol'nyj Klub Desna Černihiv nelle competizioni ufficiali della stagione 2017-2018.

## Stagione
Nella stagione 2017-2018 il Desna Černihiv ha disputato la Perša Liha, la seconda massima serie del campionato ucraino di calcio.

## Rosa

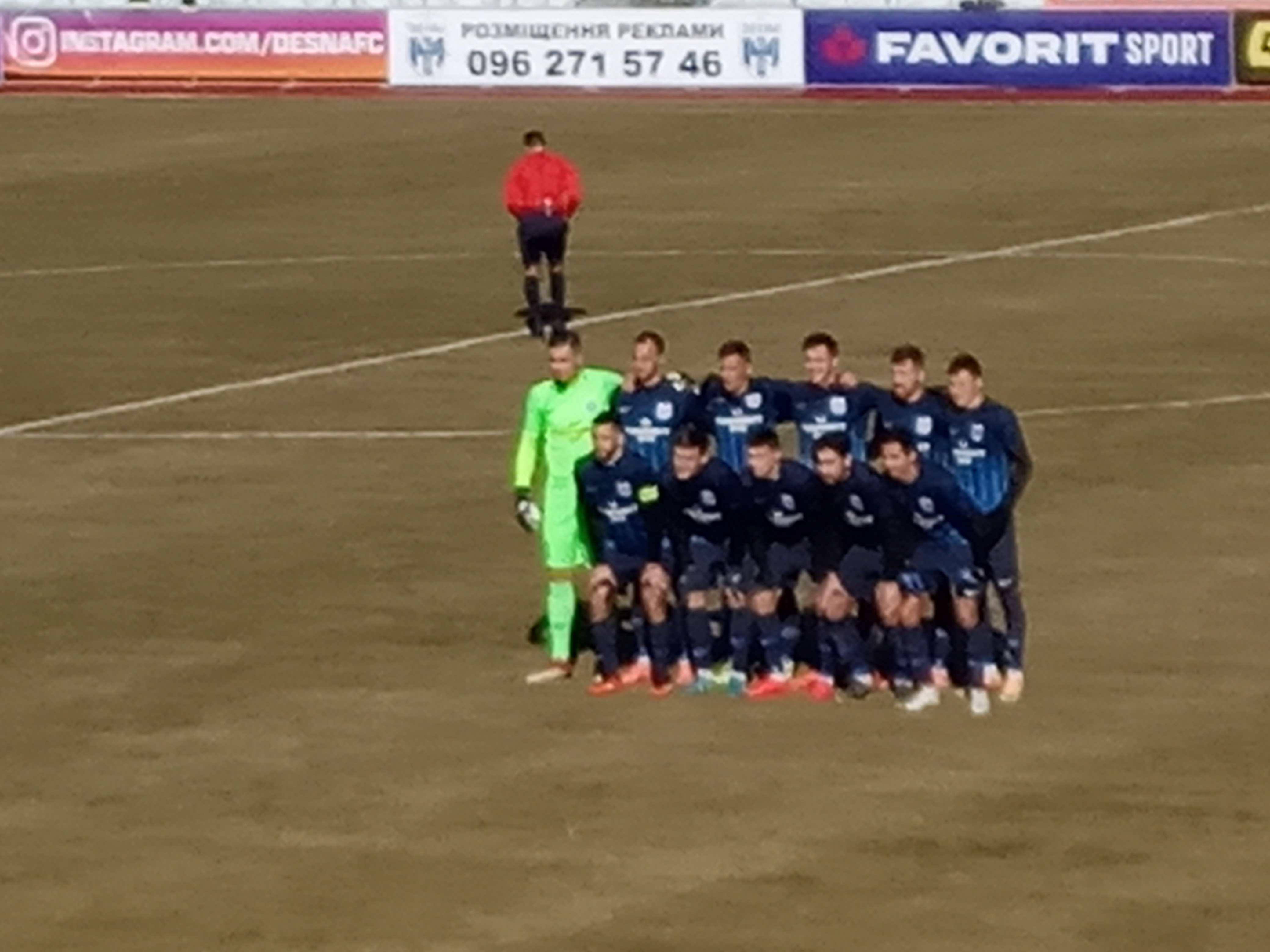
La squadra pronta per il calcio d'inizio

| N. |                    | Ruolo | Calciatore         |
| -- | ------------------ | ----- | ------------------ |
| 1  | Ucraina (bandiera) | P     | Oleh Ševčenko      |
| 2  | Ucraina (bandiera) | D     | Oleksandr Golovko  |
| 3  | Ucraina (bandiera) | D     | Pavlo Ščedrakov    |
| 4  | Ucraina (bandiera) | D     | Vadym Mel'nyk      |
| 5  | Ucraina (bandiera) | D     | Vitalij Jermakov   |
| 7  | Ucraina (bandiera) | C     | Vladyslav Ohirja   |
| 7  | Ucraina (bandiera) | C     | Jevhen Cepurnenko  |
| 8  | Ucraina (bandiera) | C     | Maksym Banasevych  |
| 9  | Georgia (bandiera) | A     | Levan Arveladze    |
| 10 | Ucraina (bandiera) | A     | Oleksandr Filippov |
| 11 | Ucraina (bandiera) | A     | Denys Olijnyk      |
| 12 | Ucraina (bandiera) | C     | Jehor Kartušov     |
| 13 | Georgia (bandiera) | C     | Luka Koberidze     |
| 14 | Ucraina (bandiera) | C     | Andrij Mostovyj    |
| 15 | Georgia (bandiera) | D     | Giorgio Gadrani    |

| N. |                    | Ruolo | Calciatore            |
| -- | ------------------ | ----- | --------------------- |
| 19 | Ucraina (bandiera) | C     | Artem Favorov         |
| 20 | Ucraina (bandiera) | A     | Denys Bezborod'ko     |
| 21 | Ucraina (bandiera) | C     | Anton Bratkov         |
| 27 | Ucraina (bandiera) | C     | Oleksandr Čornomorec' |
| 33 | Ucraina (bandiera) | D     | Andrij Slinkin        |
| 33 | Georgia (bandiera) | D     | Temur Parcvanija      |
| 45 | Ucraina (bandiera) | C     | Denys Favorov         |
| 66 | Ucraina (bandiera) | C     | Jevhen Čumak          |
| 69 | Ucraina (bandiera) | C     | Ihor Kiriyenko        |
| 72 | Ucraina (bandiera) | P     | Ihor Lytovka          |
| 77 | Ucraina (bandiera) | C     | Denys Galenkov        |
| 79 | Ucraina (bandiera) | P     | Serhiy Melashenko     |
| 87 | Ucraina (bandiera) | C     | Denys Skeps'kyj       |
| 89 | Ucraina (bandiera) | A     | Oleksandr Volkov      |
| 90 | Ucraina (bandiera) | C     | Illja Kovalenko       |

## Calciomercato

### Sessione estiva (dall'1/9 al 5/10)
| Acquisti         | Acquisti          | Acquisti          | Acquisti   |
| R.               | Nome              | da                | Modalità   |
| ---------------- | ----------------- | ----------------- | ---------- |
| D                | Temur Parcvanija  | Olimpik Donec'k   | svincolato |
| A                | Denys Bezborod'ko | Šachtar           | svincolato |
| D                | Vadym Zhuk        | Sumy              | svincolato |
| D                | Jevhen Čumak      | Dnjapro Mahilëŭ   | svincolato |
| D                | Denys Olijnyk     | Darmstadt         | svincolato |
| C                | Denys Skeps'kyj   | Čerkas'kyj Dnipro | svincolato |
| Altre operazioni |                   |                   |            |
| R.               | Nome              | da                | Modalità   |

| Cessioni         | Cessioni         | Cessioni      | Cessioni   |
| R.               | Nome             | a             | Modalità   |
| ---------------- | ---------------- | ------------- | ---------- |
| D                | Mykyta Vovchenko | Chemik Police | svincolato |
| Altre operazioni |                  |               |            |
| R.               | Nome             | a             | Modalità   |

### Sessione invernale (dal 4/1 all'1/2)
| Acquisti         | Acquisti         | Acquisti             | Acquisti   |
| R.               | Nome             | da                   | Modalità   |
| ---------------- | ---------------- | -------------------- | ---------- |
| C                | Artem Favorov    | Zirka                | svincolato |
| P                | Ihor Lytovka     | -                    | svincolato |
| C                | Vladyslav Ohirja | Ertis                | svincolato |
| C                | Andrij Slinkin   | -                    | svincolato |
| D                | Vitalij Jermakov | Avanhard Kramators'k | svincolato |
| Altre operazioni |                  |                      |            |
| R.               | Nome             | da                   | Modalità   |

| Cessioni         | Cessioni              | Cessioni         | Cessioni   |
| R.               | Nome                  | a                | Modalità   |
| ---------------- | --------------------- | ---------------- | ---------- |
| C                | Denys Skeps'kyj       | -                | svincolato |
| P                | Oleh Ševčenko         | Polіssja Žytomyr | svincolato |
| C                | Anton Bratkov         | Zirka            | svincolato |
| D                | Temur Parcvanija      | Olimpik Donec'k  | svincolato |
| C                | Denys Olijnyk         | Helios Charkiv   | svincolato |
| C                | Oleksandr Čornomorec' | Volyn'           | svincolato |
| C                | Pavlo Ščedrakov       | Polіssja Žytomyr | svincolato |
| C                | Illja Kovalenko       | Sumy             | prestito   |
| Altre operazioni |                       |                  |            |
| R.               | Nome                  | a                | Modalità   |

## Risultati

### Kubok Ukraïny

#### Risultati
| Arbitro: | Oleksandr Sakhno |

|                                              |           |  |
| Čornomorec' 8’ (37) Filippov 73’ Favorov 90’ | Marcatori |  |

| Arbitro: | Vitaliy Malyar |

|                  |           |                   |
| Abyelyentsev 13’ | Marcatori | Kartušov 11’ (74) |

| Arbitro: | Volodymyr Milanych (Mykolaïv) |

|  |           |                        |
|  | Marcatori | Olijnyk 16’ Volkov 24’ |

| Arbitro: | Jurij Možarovs'kyj |

|  |           |                       |
|  | Marcatori | Harmaš 6’ Rusyn 90+3’ |

## Statistiche

### Statistiche di squadra
| Competizione  | Punti | In casa | In casa | In casa | In casa | In casa | In casa | In trasferta | In trasferta | In trasferta | In trasferta | In trasferta | In trasferta | Totale | Totale | Totale | Totale | Totale | Totale | DR  |
| Competizione  | Punti | G       | V       | N       | P       | Gf      | Gs      | G            | V            | N            | P            | Gf           | Gs           | G      | V      | N      | P      | Gf     | Gs     | DR  |
| ------------- | ----- | ------- | ------- | ------- | ------- | ------- | ------- | ------------ | ------------ | ------------ | ------------ | ------------ | ------------ | ------ | ------ | ------ | ------ | ------ | ------ | --- |
| Perša Liha    | 71    | 17      | 11      | 3       | 4       | 41      | 14      | 17           | 11           | 2            | 4            | 31           | 10           | 34     | 22     | 5      | 8      | 71     | 25     | +46 |
| Kubok Ukraïny | -     | 2       | 1       | 0       | 1       | 3       | 2       | 2            | 2            | 0            | 0            | 4            | 1            | 4      | 3      | 0      | 1      | 7      | 3      | +4  |
| Totale        | 71    | 19      | 12      | 3       | 5       | 44      | 16      | 19           | 13           | 2            | 19           | 35           | 11           | 38     | 25     | 5      | 9      | 78     | 28     | +50 |

### Andamento in campionato
| Giornata  | 1 | 2 | 3 | 4 | 5 | 6 | 7 | 8 | 9 | 10 | 11 | 12 | 13 | 14 | 15 | 16 | 17 | 18 | 19 | 20 | 21 | 22 | 23 | 24 | 25 | 26 | 27 | 28 | 29 | 30 | 31 | 32 | 33 | 34 |
| --------- | - | - | - | - | - | - | - | - | - | -- | -- | -- | -- | -- | -- | -- | -- | -- | -- | -- | -- | -- | -- | -- | -- | -- | -- | -- | -- | -- | -- | -- | -- | -- |
| Luogo     | C | T | C | T | C | C | T | C | T | C  | T  | C  | T  | C  | T  | C  | T  | T  | C  | T  | C  | T  | T  | C  | T  | C  | T  | C  | T  | C  | T  | C  | T  | C  |
| Risultato | V | P | V | V | P | V | N | V | P | V  | V  | V  | V  | N  | V  | N  | N  | V  | P  | P  | P  | V  | V  | V  | V  | N  | P  | V  | V  | V  | V  | V  | V  | V  |
| Posizione | 2 | 3 | 5 | 5 | 5 | 5 | 4 | 5 | 5 | 5  | 3  | 3  | 3  | 3  | 3  | 2  | 2  | 2  | 3  | 3  | 3  | 3  | 2  | 2  | 2  | 2  | 3  | 3  | 2  | 2  | 2  | 2  | 2  | 2  |

Legenda:

Luogo: C = Casa; T = Trasferta. Risultato: V = Vittoria; N = Pareggio; P = Sconfitta.

### Statistiche dei giocatori
Sono in corsivo i calciatori che hanno lasciato la società a stagione in corso.
| Giocatore      | Perša Liha | Perša Liha | Perša Liha  | Perša Liha | Coppa Ucraina | Coppa Ucraina | Coppa Ucraina | Coppa Ucraina | Totale   | Totale | Totale      | Totale     |
| Giocatore      | Presenze   | Reti       | Ammonizioni | Espulsioni | Presenze      | Reti          | Ammonizioni   | Espulsioni    | Presenze | Reti   | Ammonizioni | Espulsioni |
| -------------- | ---------- | ---------- | ----------- | ---------- | ------------- | ------------- | ------------- | ------------- | -------- | ------ | ----------- | ---------- |
| L. Arveladze   | 29         | 4          | 0           | 0          | 3             | 0             | 0             | 0             | 32       | 4      | 0           | 0          |
| M. Banasevych  | 20         | 2          | 0           | 0          | 1             | 0             | 0             | 0             | 21       | 2      | 0           | 0          |
| D. Bezborod'ko | 26         | 9          | 0           | 0          | 2             | 0             | 0             | 0             | 28       | 9      | 0           | 0          |
| A. Bratkov     | 21         | 0          | 0           | 0          | 4             | 0             | 0             | 0             | 25       | 0      | 0           | 0          |
| J. Cepurnenko  | 19         | 3          | 0           | 0          | 3             | 0             | 0             | 0             | 22       | 3      | 0           | 0          |
| O. Čornomorec  | 16         | 0          | 0           | 0          | 2             | 2             | 0             | 0             | 18       | 2      | 0           | 0          |
| J. Čumak       | 11         | 2          | 0           | 0          | 0             | 0             | 0             | 0             | 11       | 2      | 0           | 0          |
| A. Favorov     | 12         | 7          | 0           | 0          | 0             | 0             | 0             | 0             | 12       | 7      | 0           | 0          |
| D. Favorov     | 25         | 12         | 0           | 0          | 2             | 1             | 0             | 0             | 27       | 13     | 0           | 0          |
| O. Filippov    | 29         | 11         | 0           | 0          | 4             | 2             | 0             | 0             | 33       | 13     | 0           | 0          |
| G. Gadrani     | 7          | 0          | 0           | 0          | 0             | 0             | 0             | 0             | 7        | 0      | 0           | 0          |
| D. Galenkov    | 7          | 0          | 0           | 0          | 1             | 0             | 0             | 0             | 8        | 0      | 0           | 0          |
| O. Golovko     | 12         | 1          | 0           | 0          | 1             | 0             | 0             | 0             | 13       | 1      | 0           | 0          |
| V. Jermakov    | 10         | 0          | 0           | 0          | 0             | 0             | 0             | 0             | 10       | 0      | 0           | 0          |
| J. Kartušov    | 25         | 4          | 0           | 0          | 4             | 2             | 0             | 0             | 29       | 6      | 0           | 0          |
| I. Kiriyenko   | 15         | 1          | 0           | 0          | 2             | 0             | 0             | 0             | 17       | 1      | 0           | 0          |
| L. Koberidze   | 24         | 0          | 0           | 0          | 3             | 0             | 0             | 0             | 27       | 0      | 0           | 0          |
| I. Kovalenko   | 14         | 1          | 0           | 0          | 0             | 0             | 0             | 0             | 14       | 1      | 0           | 0          |
| I. Lytovka     | 5          | 0          | 0           | 0          | 0             | 0             | 0             | 0             | 5        | 0      | 0           | 0          |
| S. Melashenko  | 1          | 0          | 0           | 0          | 0             | 0             | 0             | 0             | 1        | 0      | 0           | 0          |
| V. Mel'nyk     | 28         | 1          | 0           | 0          | 2             | 0             | 0             | 0             | 30       | 1      | 0           | 0          |
| A. Mostovyj    | 33         | 1          | 0           | 0          | 4             | 0             | 0             | 0             | 37       | 1      | 0           | 0          |
| D. Olijnyk     | 6          | 0          | 0           | 0          | 2             | 1             | 0             | 0             | 8        | 1      | 0           | 0          |
| T. Parcvanija  | 10         | 1          | 0           | 0          | 3             | 0             | 0             | 0             | 13       | 1      | 0           | 0          |
| P. Ščedrakov   | 16         | 0          | 0           | 0          | 3             | 0             | 0             | 0             | 19       | 0      | 0           | 0          |
| O. Ševčenko    | 0          | 0          | 0           | 0          | 0             | 0             | 0             | 0             | 0        | 0      | 0           | 0          |
| A. Slinkin     | 10         | 1          | 0           | 0          | 0             | 0             | 0             | 0             | 10       | 1      | 0           | 0          |
| O. Volkov      | 29         | 8          | 0           | 0          | 3             | 1             | 0             | 0             | 32       | 9      | 0           | 0          |